# Antigua Línea 11 (TUVISA)
La antigua línea 11 de TUVISA de Vitoria unía el centro de la ciudad con el Cementerio de El Salvador.

## Características
Esta línea conectaba el centro de Vitoria con el Cementerio de El Salvador, en las afueras de la ciudad.
La línea dejó de estar en funcionamiento a finales de octubre de 2009, como todas las demás antiguas líneas de TUVISA, cuándo el mapa de transporte urbano en la ciudad fue modificado completamente.
La línea, con ligerísimas variaciones de recorrido, fue sustituida por la Línea especial - Cementerio de El Salvador.

### Frecuencias
| miércoles                          |
| 16:00                              |
| sábados                            |
| 16:00, 17:00                       |
| domingos y festivos                |
| 9:00 Desde el 01/06 hasta el 23/11 |
| 10:00, 11:00, 12:00, 16:00, 17:00  |

| miércoles                                       |
| 17:00                                           |
| Sábados                                         |
| 16:40, 17:20, 18:00                             |
| Domingos y festivos                             |
| 9:30 Desde el 01/06 hasta al 23/11              |
| 10:40, 11:30, 12:30, 13:15, 16:40, 17:20, 18:00 |

## Recorrido
La línea comenzaba su recorrido en la Calle Prado, desde ahí se dirigía por Plaza de la Virgen Blanca y Mateo Moraza hasta la Calle Olaguíbel. Entraba en Paz, la que tras un giro a la izquierda por Canciller Ayala, abandonaba. Tras un rápido giro a la derecha, pasaba por Angulema y el Puente de san Cristóbal. Tras pasar la vía férrea, giraba a la izquierda a la Calle Heraclio Fournier. Accedía a la carretera A-2130, ya fuera del núcleo urbano de Vitoria. Pasaba junto a la localidad de Otazu. Poco antes de llegar a la carretera A-132, giraba a la derecha y llegaba hasta el Cementerio de El Salvador.
El recorrido de vuelta comenzaba en la parada del Cementerio El Salvador. Desde aquí buscaba la A-2130, a la que accedía girando a la izquierda. Pasaba junto a la localidad de Otazu. Entraba al núcleo urbano de Vitoria por la Calle Heraclio Fournier. Desde aquí cogía el Paseo de la Zumaquera. Después, girando a la derecha pasaba por la Calle Adurza, Trianas y Los Herrán, que abandonaba por la izquierda por Jesús Guridi, Independencia, General Álava, Becerro de Bengoa. Tras girar a la derecha llega al punto inicial en la Calle Prado.
Por las obras del tranvía en la calle Angulema se trasladó la parada de Angulema 12 a la calle Rioja llamándose Rioja.La parada era privisional.

## Paradas
| KBHFa |

| HST |

| HST |

| HST |

| HST |

| STRo |

| HST |

| HST |

| HST |

| HST |

| BHF |

| HST |

| HST |

| STRo |

| HST |

| KBHFe |

| KBHFa |

| HST |

| HST |

| HST |

| HST |

| STRo |

| HST |

| HST |

| HST |

| HST |

| BHF |

| HST |

| HST |

| STRo |

| HST |

| KBHFe |

| KBHFa |

| HST |

| HST |

| HST |

| HST |

| STRo |

| HST |

| HST |

| HST |

| HST |

| BHF |

| HST |

| HST |

| STRo |

| HST |

| KBHFe |

| KBHFa |

| HST |

| HST |

| HST |

| HST |

| STRo |

| HST |

| HST |

| HST |

| HST |

| BHF |

| HST |

| HST |

| STRo |

| HST |

| KBHFe |